# MX Водолея
MX Водолея (лат. MX Aquarii) — одиночная переменная звезда в созвездии Водолея на расстоянии приблизительно 2702 световых лет (около 828 парсеков) от Солнца. Видимая звёздная величина звезды — от +10,2m до +9,3m.

## Характеристики
MX Водолея — красная пульсирующая медленная неправильная переменная звезда (LB) спектрального класса M8. Эффективная температура — около 3298 К.